# Einfacher Taljereepsknoten
Der Einfache Taljereepsknoten oder auch Einfacher Matthew Walker Knoten, englisch Single Matthew Walker Knot, gehört zur Gruppe der Stopper- und Endknoten, mit denen Seile oder Tauwerk verdickt oder beschwert werden können. Auch ist er ein beliebter Zierknoten und wird häufig an Lederbändeln in Verbindung mit Schmuck benutzt. Er kann an Kordeln oder als verzierte Griffleinen am Taschenmesser oder an Reißverschlüssen verwendet werden. Früher war er auf dem Schiff einer der wichtigsten, bekanntesten und nützlichsten Knoten. Auf einer modernen Yacht wird er heutzutage in der Regel nicht mehr eingesetzt und ist zumeist unbekannt.

## Knüpfen
Üblicherweise werden solche Knoten mit einem Hanf-, Sisalseil, einem Paracordseil, einer Lederschnur geknotet. Zur besseren Übersicht werden hier unterschiedlich farbige Reepschnüre verwendet.
1. Knüpfen eines Wandknotens

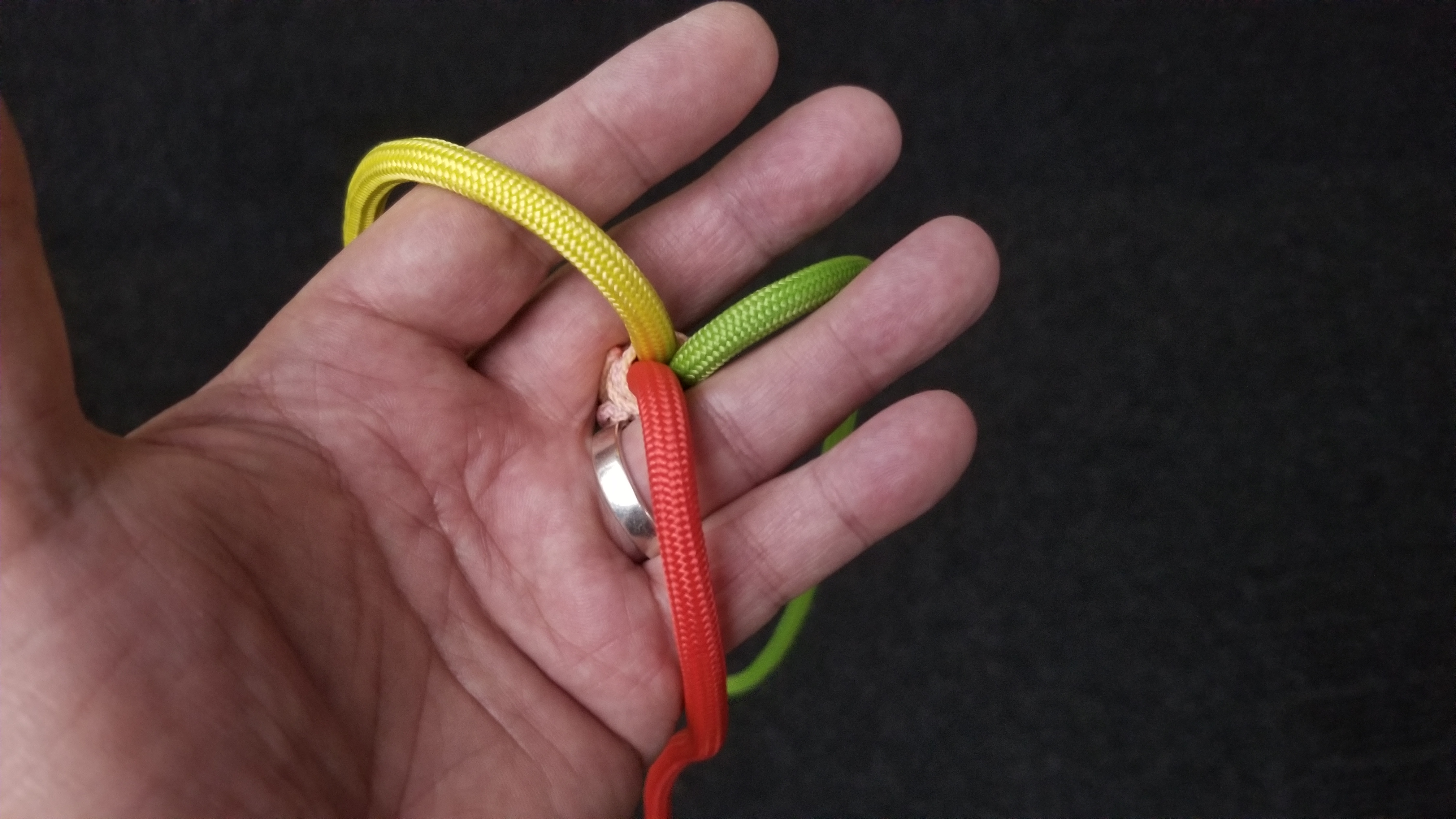
Dreikardeeliges Seil. Zuerst wird ein Wandknoten geknüpft.
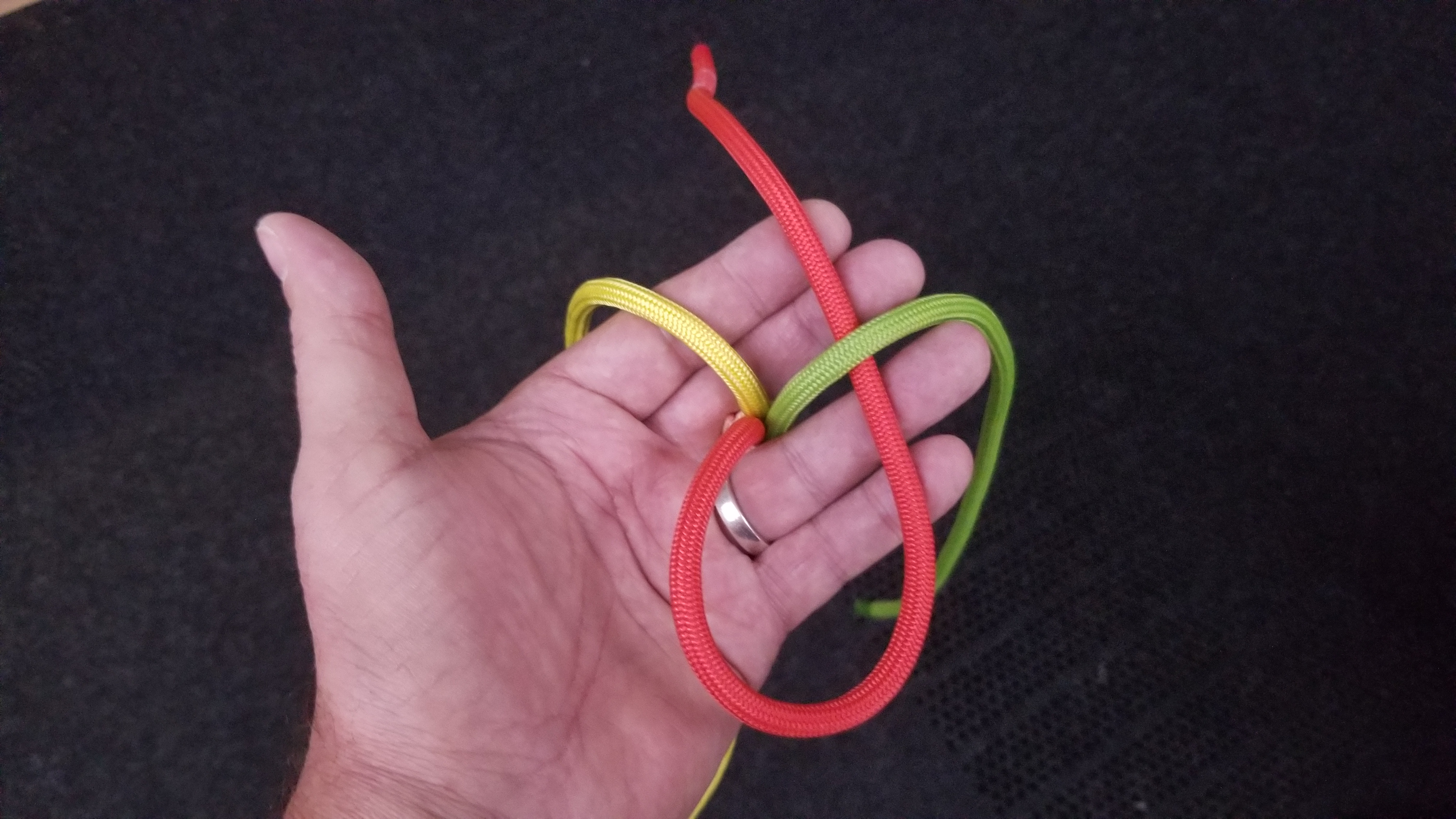
Ein Kardeel, in diesem Fall das rote, bringt man entgegen dem Uhrzeigersinn unter das nächste, hier das grüne Kardeel
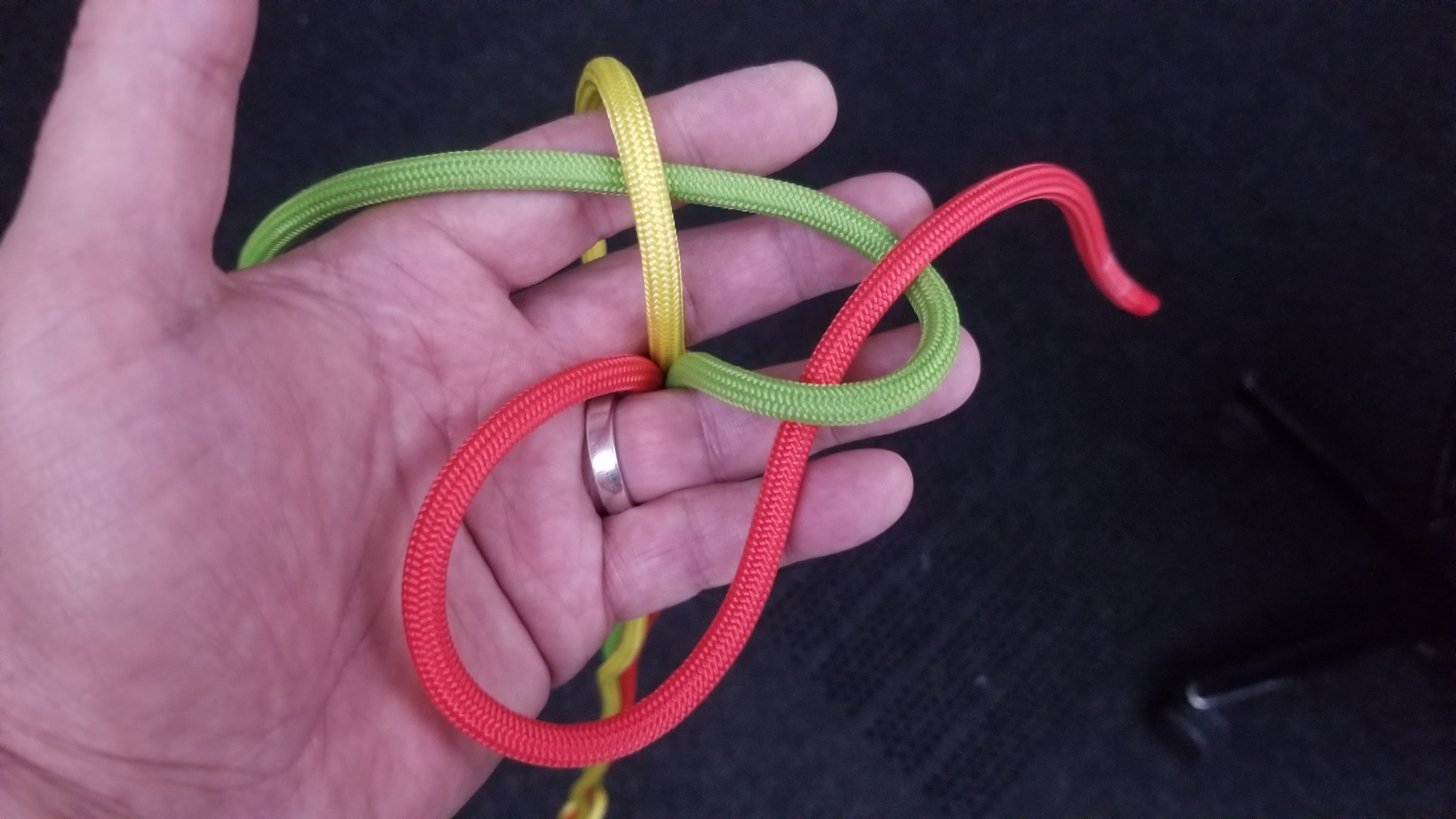
Mit dem nächsten Kardeel (grün) geht man unter dem zuerst bewegten Kardeel (rot) durch und unter stehende Part des nächsten (gelb)
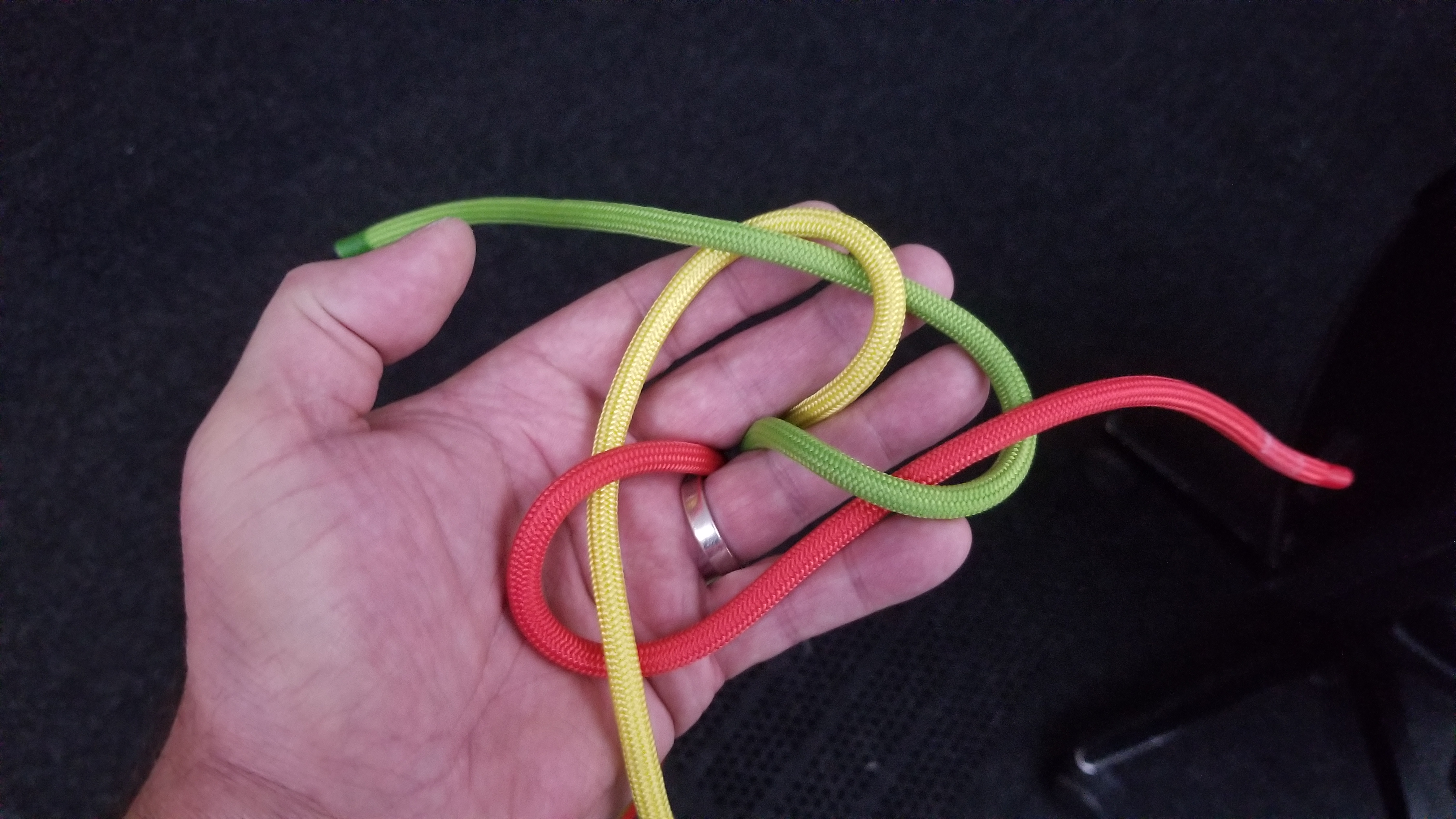
Das dritte Kardeel (gelb) führt man unter dem zweiten Ende (grün) durch und nach oben durch die Bucht des zuerst bewegten Kardeels (rot).
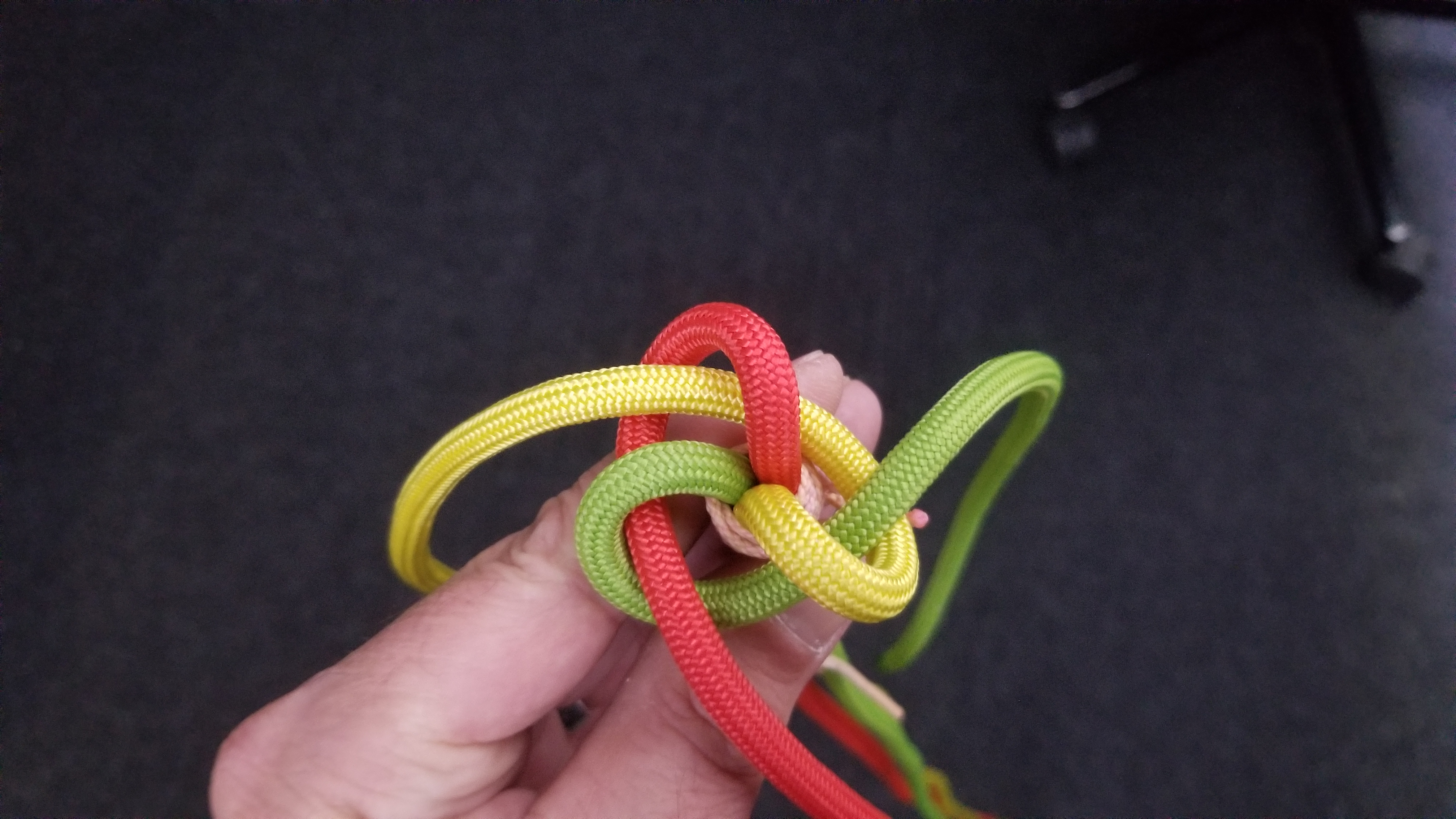
Nun noch den Wandknoten ein wenig zuziehen. Der Wandknoten ist fertig.

2. Fertigstellung des Einfachen Taljereepsknotens

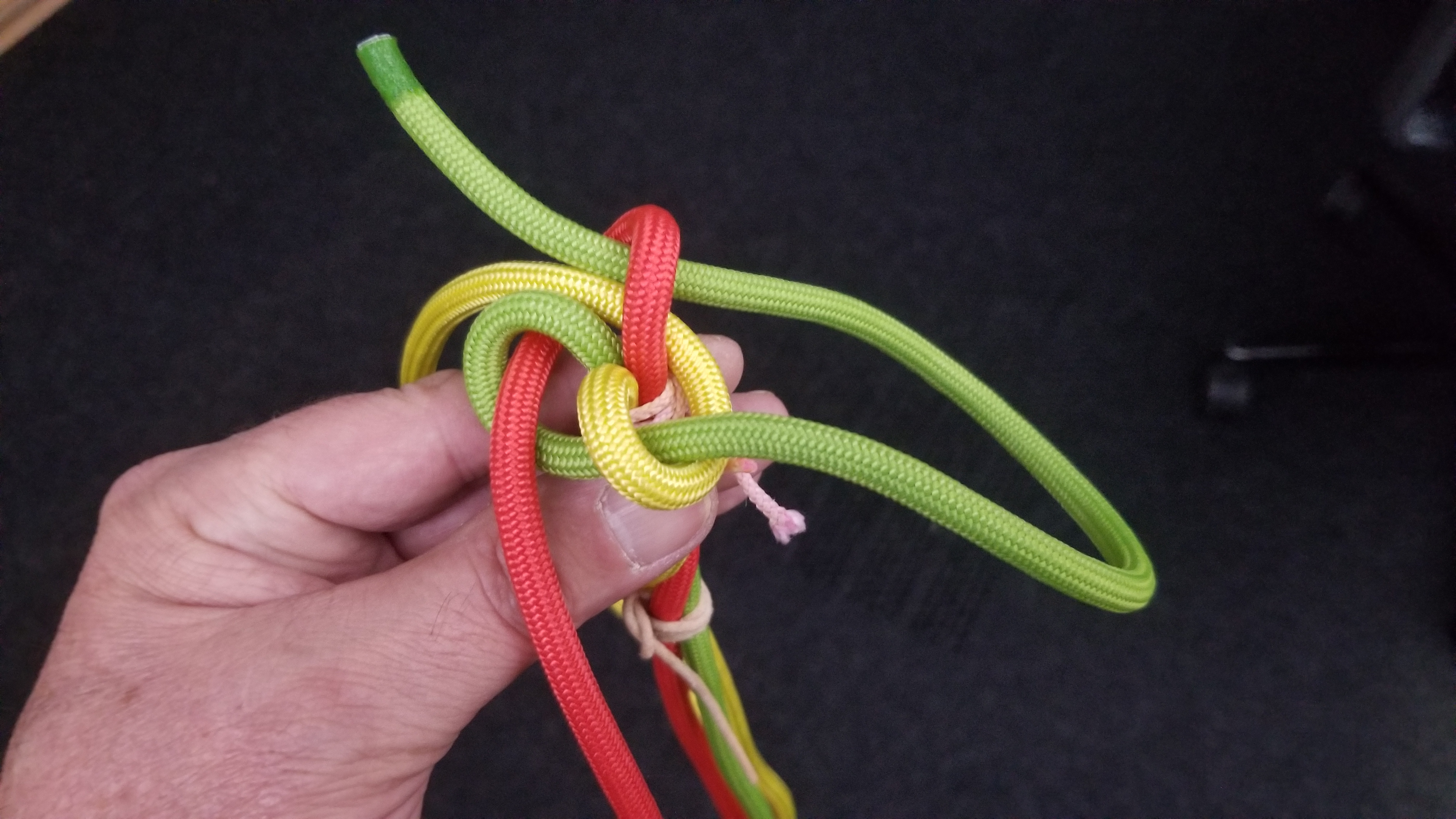
Nun nimmt man das grüne Kardeel und zieht es entgegen der Uhrzeigerrichtung unter dem roten Auge durch. Das grüne Kardeel liegt parallel zum gelben Kardeel
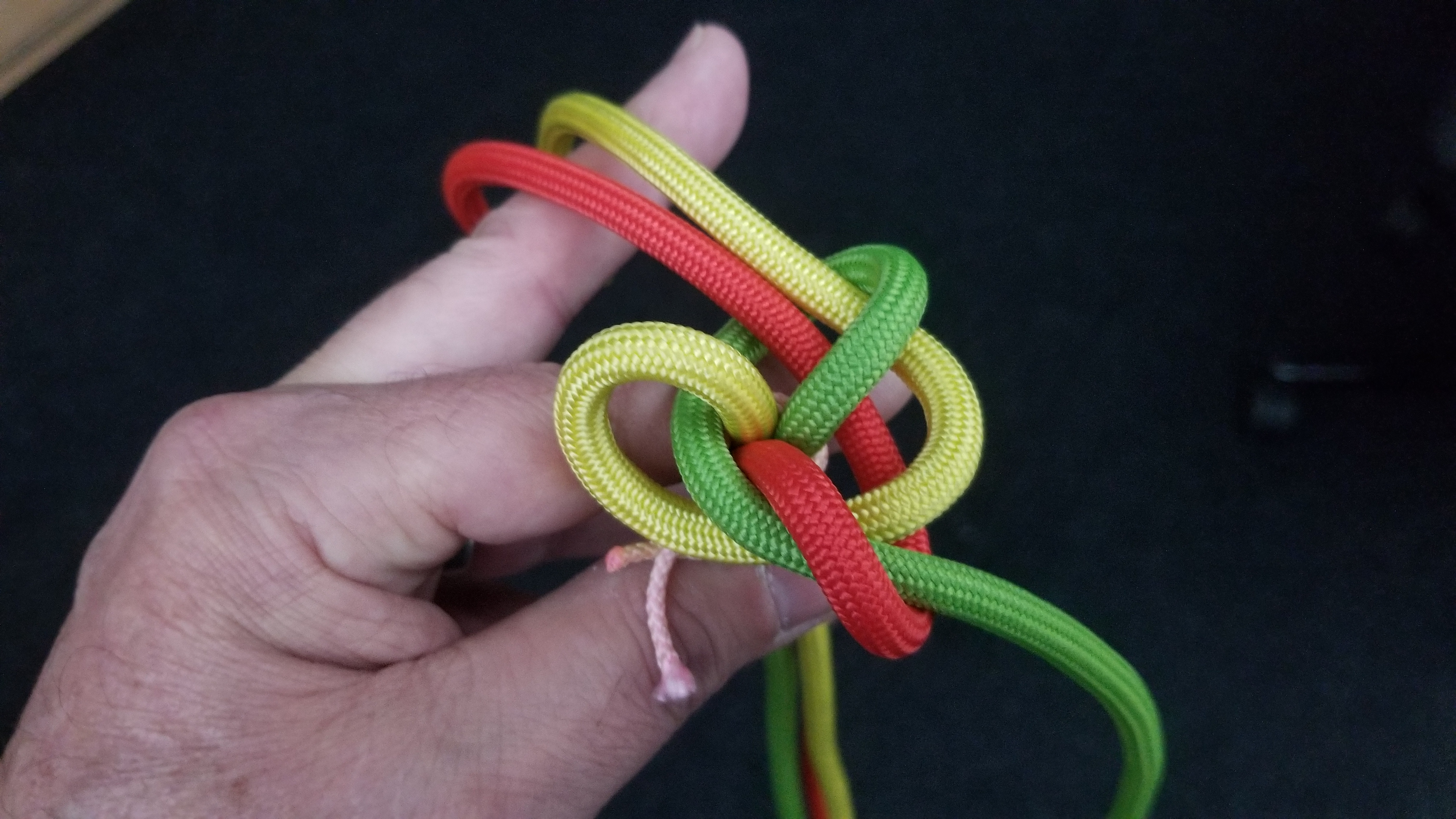
Mit dem gelben Kardeel wird gleich verfahren. Es wird unter das grüne Auge durchgesteckt und liegt parallel zum roten Kardeel.
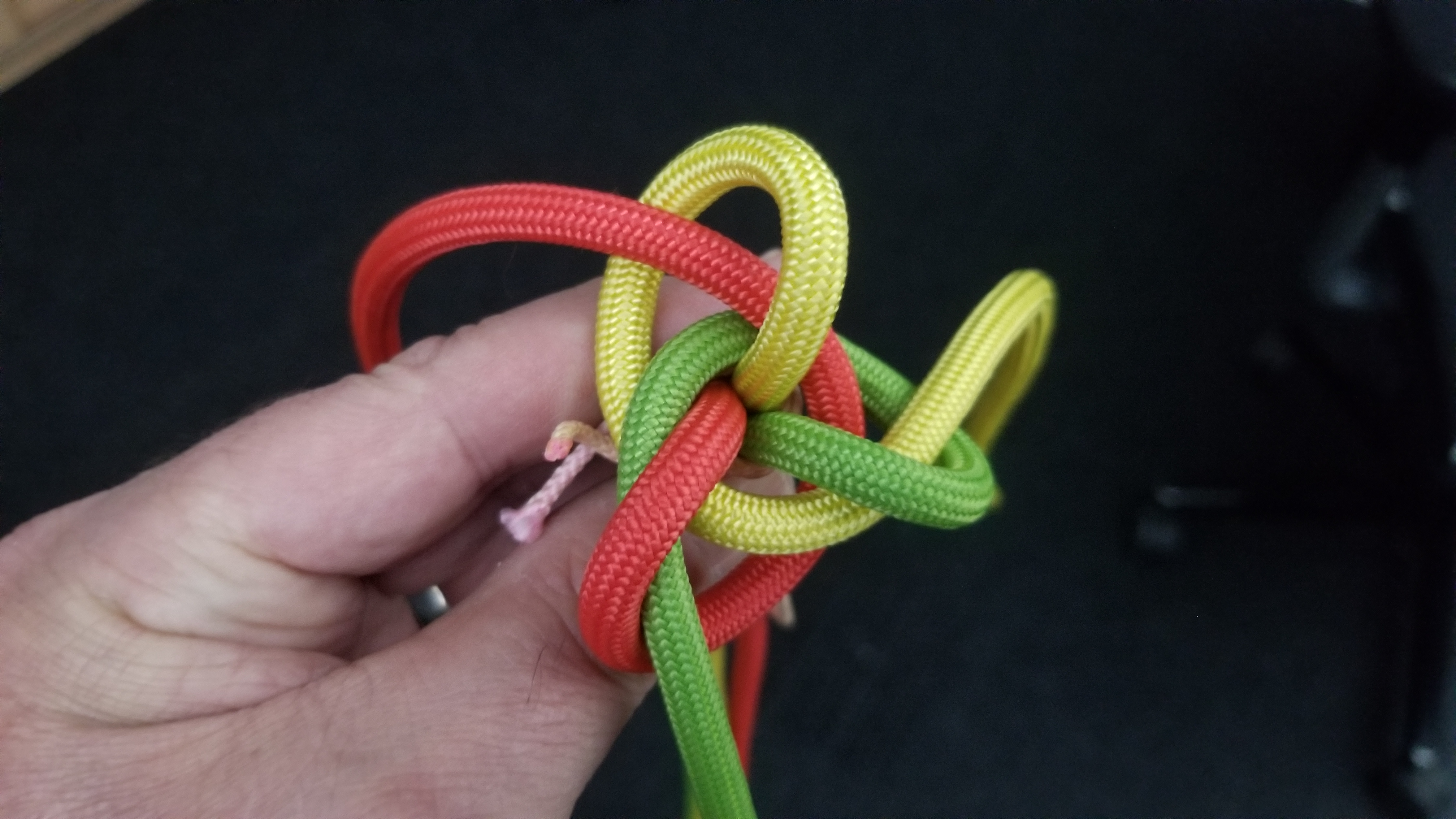
Das rote Kardeel steckt man unter das gelbe Kardeel.
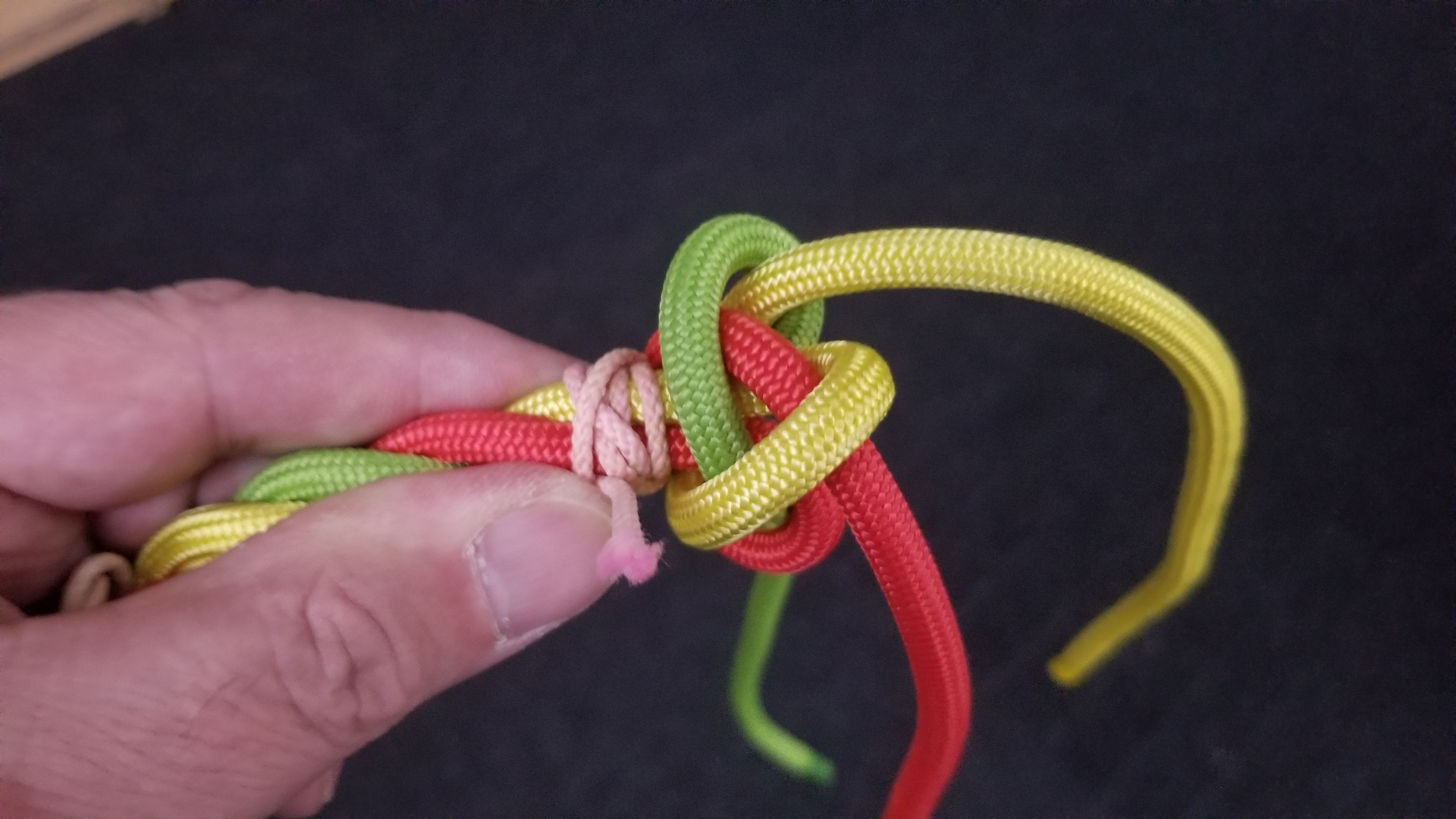
Nun nimmt man den Knoten seitlich und zieht ihn an den Enden leicht zu, aber noch nicht ganz.
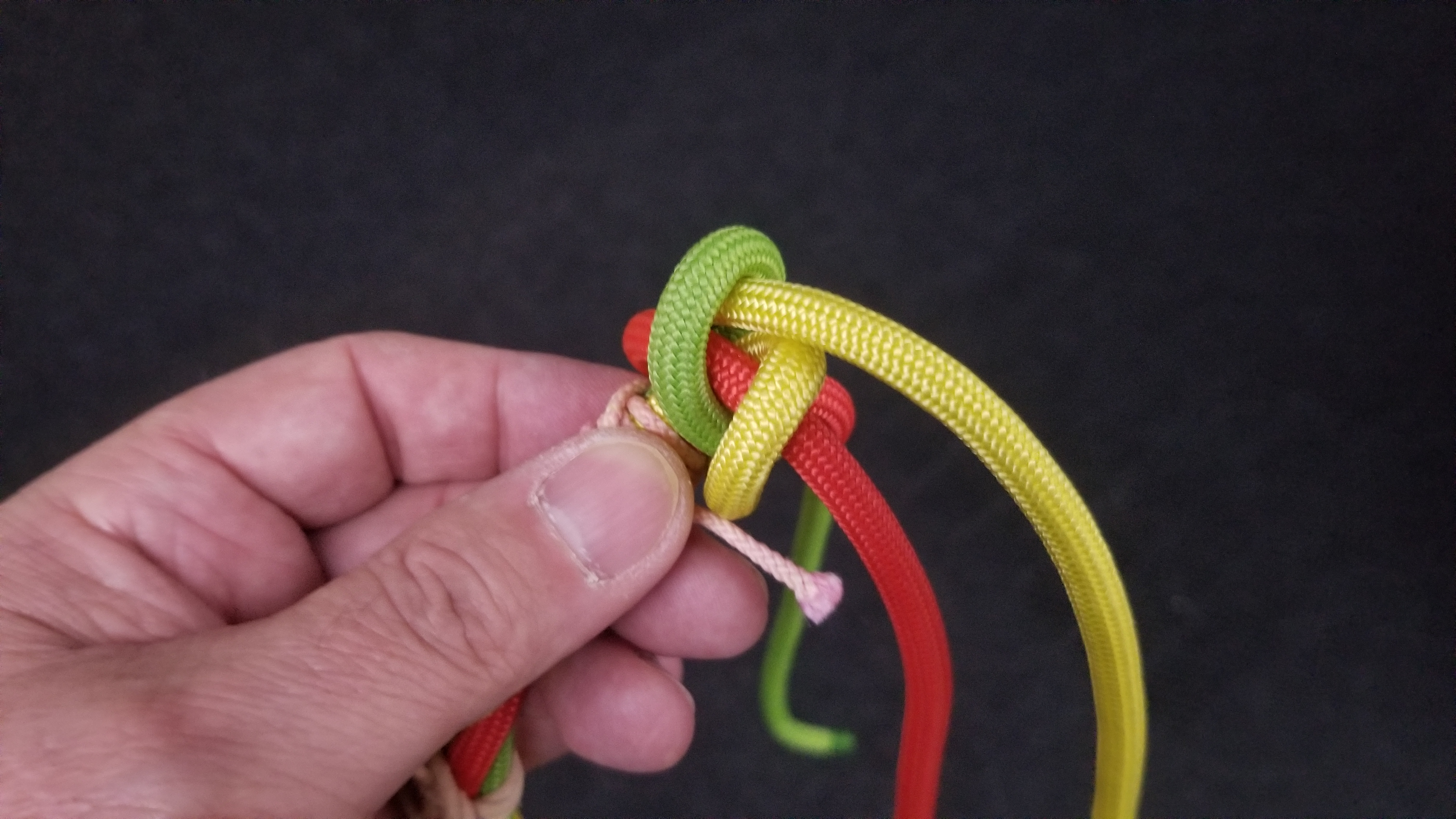
Man bringt den Knoten „in Form“, indem man die einzelnen Kardeele mit dem linken Daumen weiter hochschiebt. Hier das grüne.
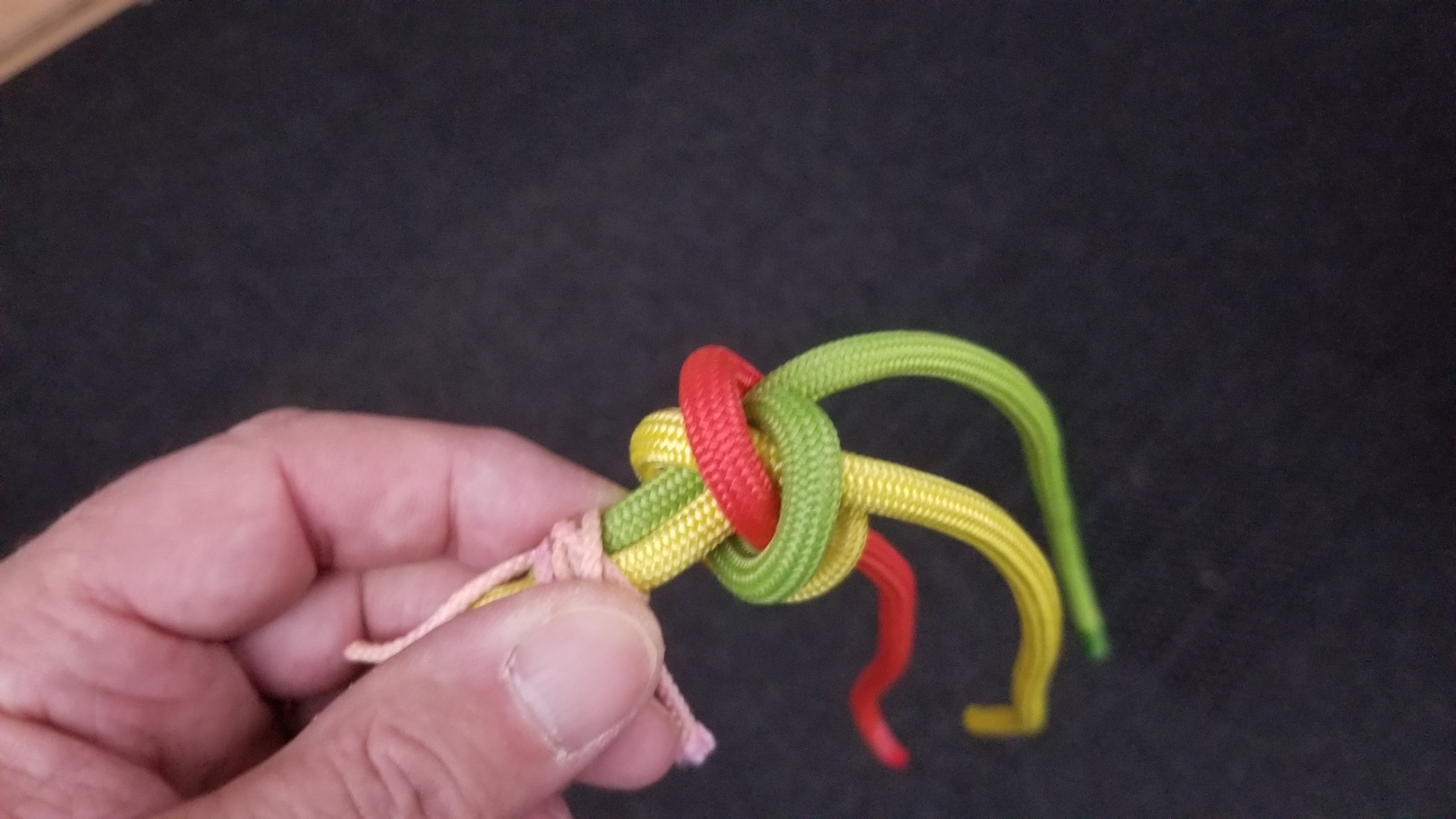
Mit dem roten und gelben Kardeel wird ebenso verfahren, bis die Kardeele mittig aus dem Strang kommen.
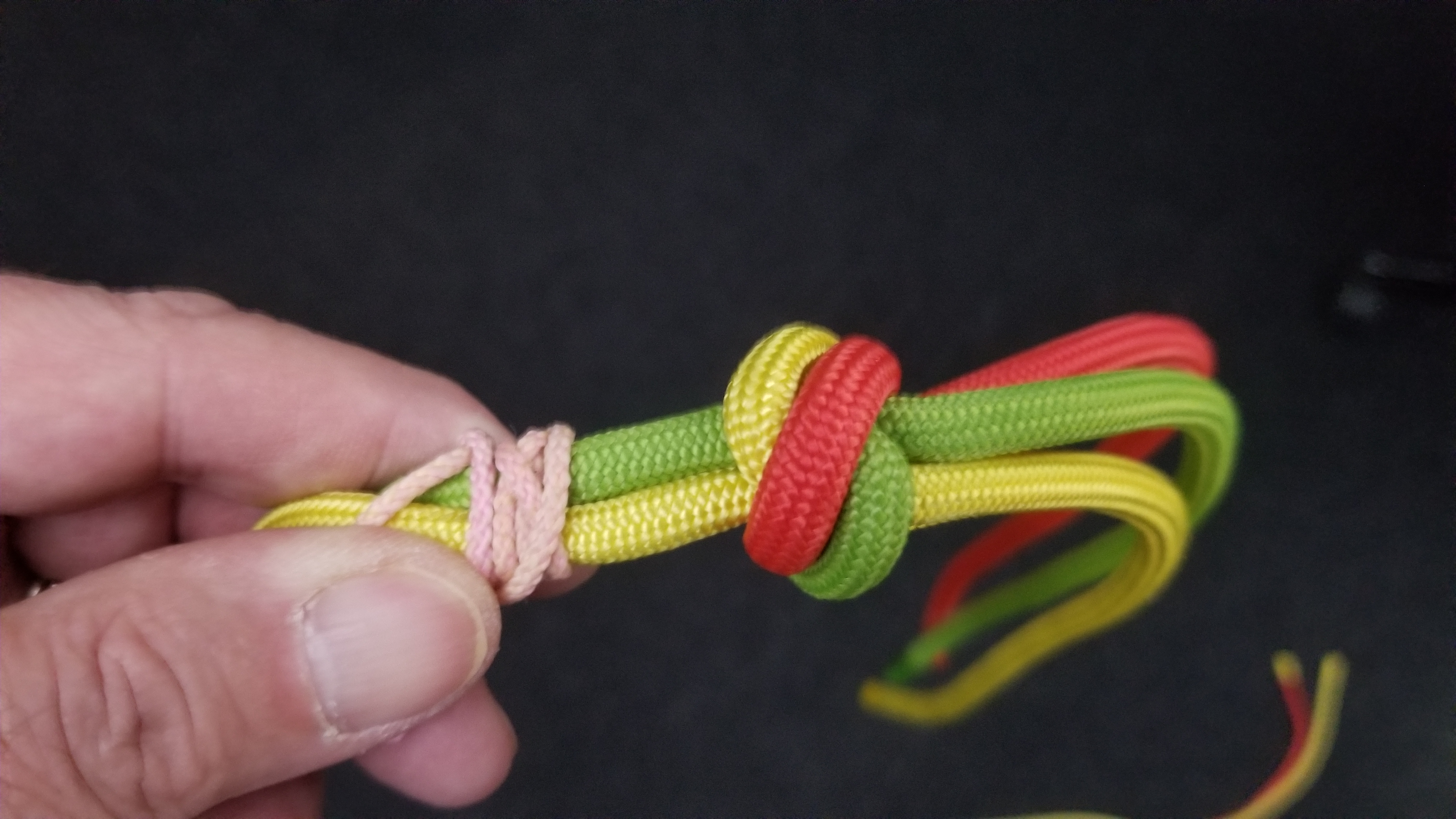
Noch zuziehen und fertig ist der Einfache Taljereepsknoten

## Alternativen

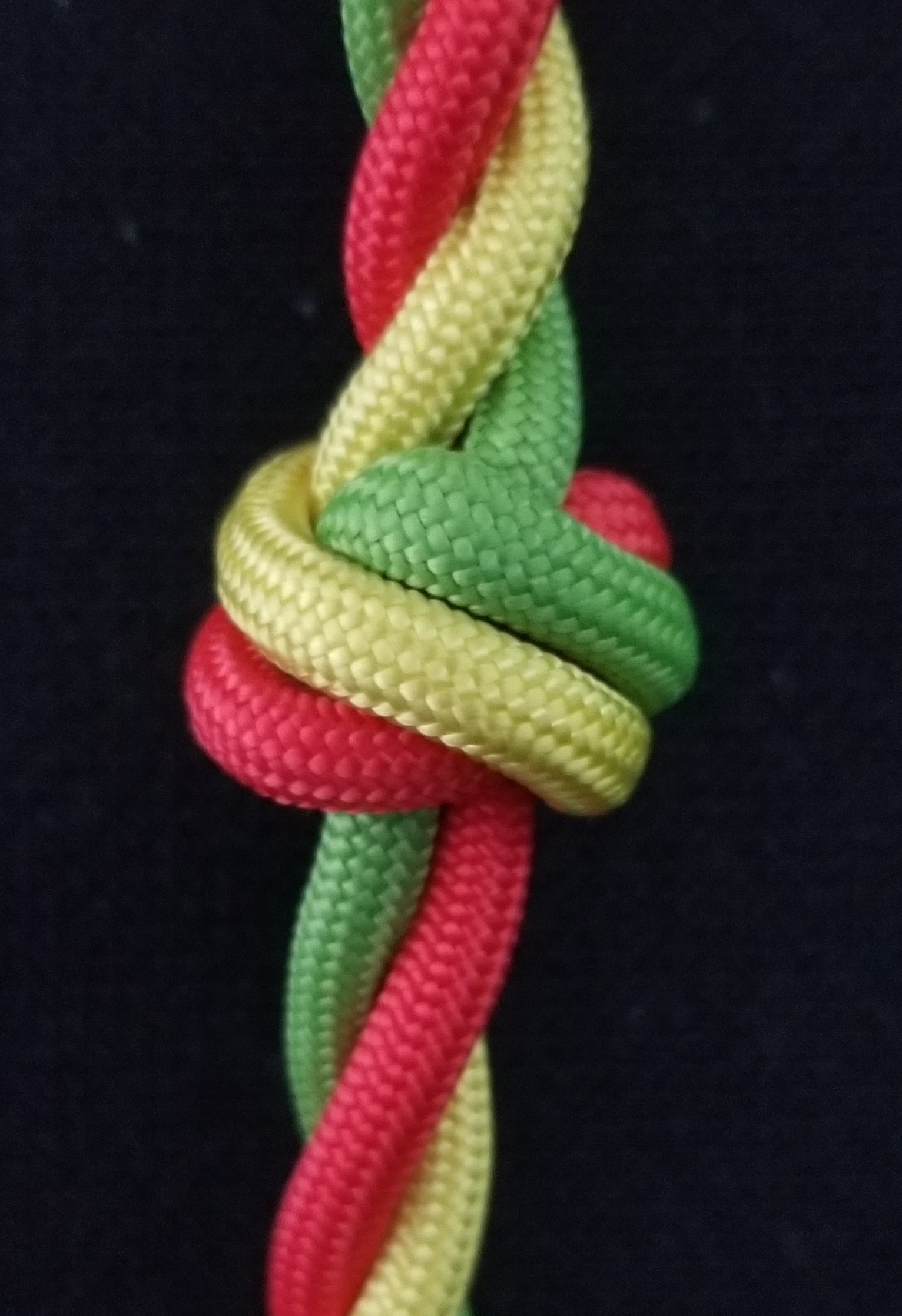
Der Doppelte Taljereepsknoten ist größer
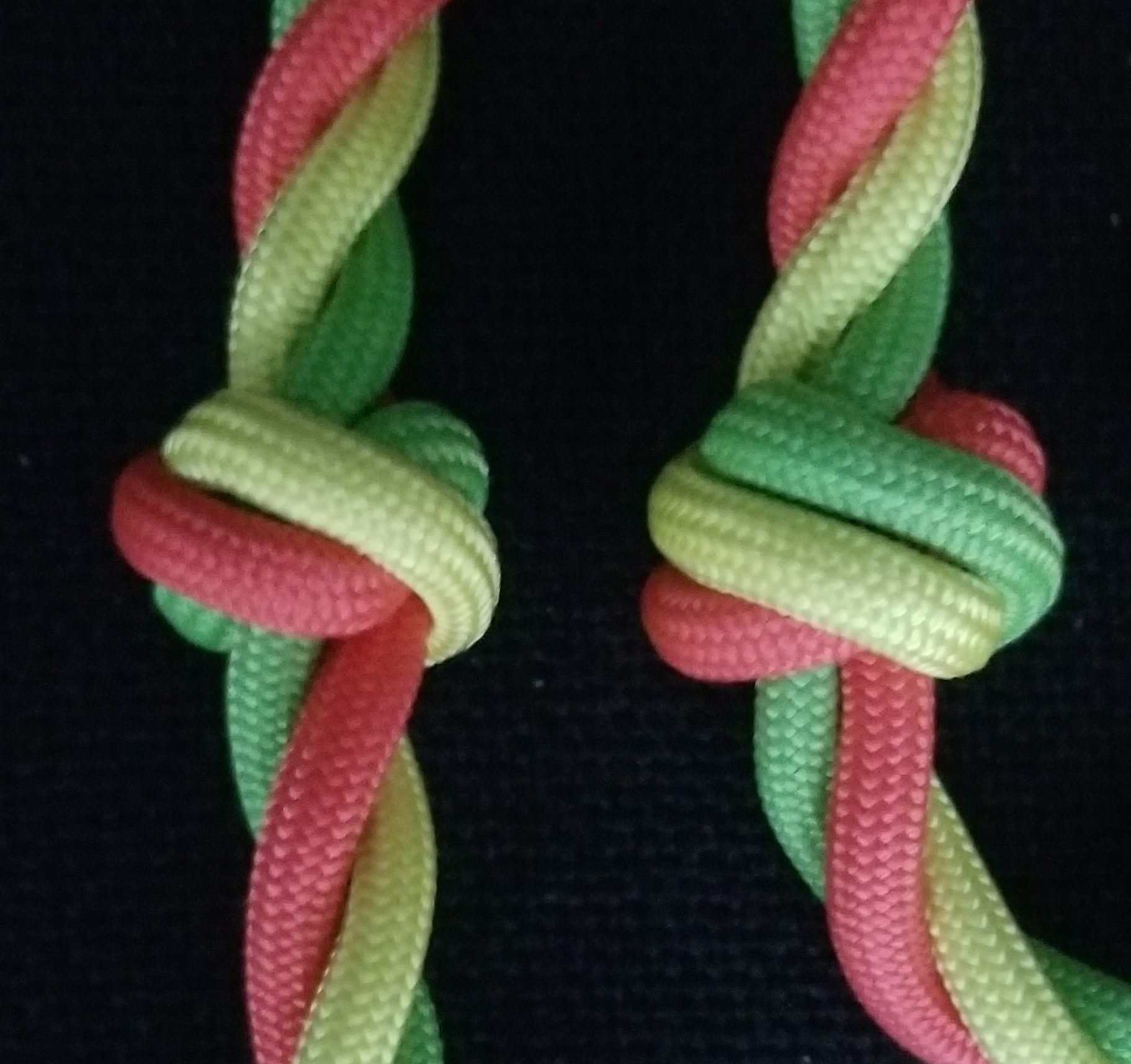
Größenvergleich vom Einfachen- und Doppelten Taljereepsknoten
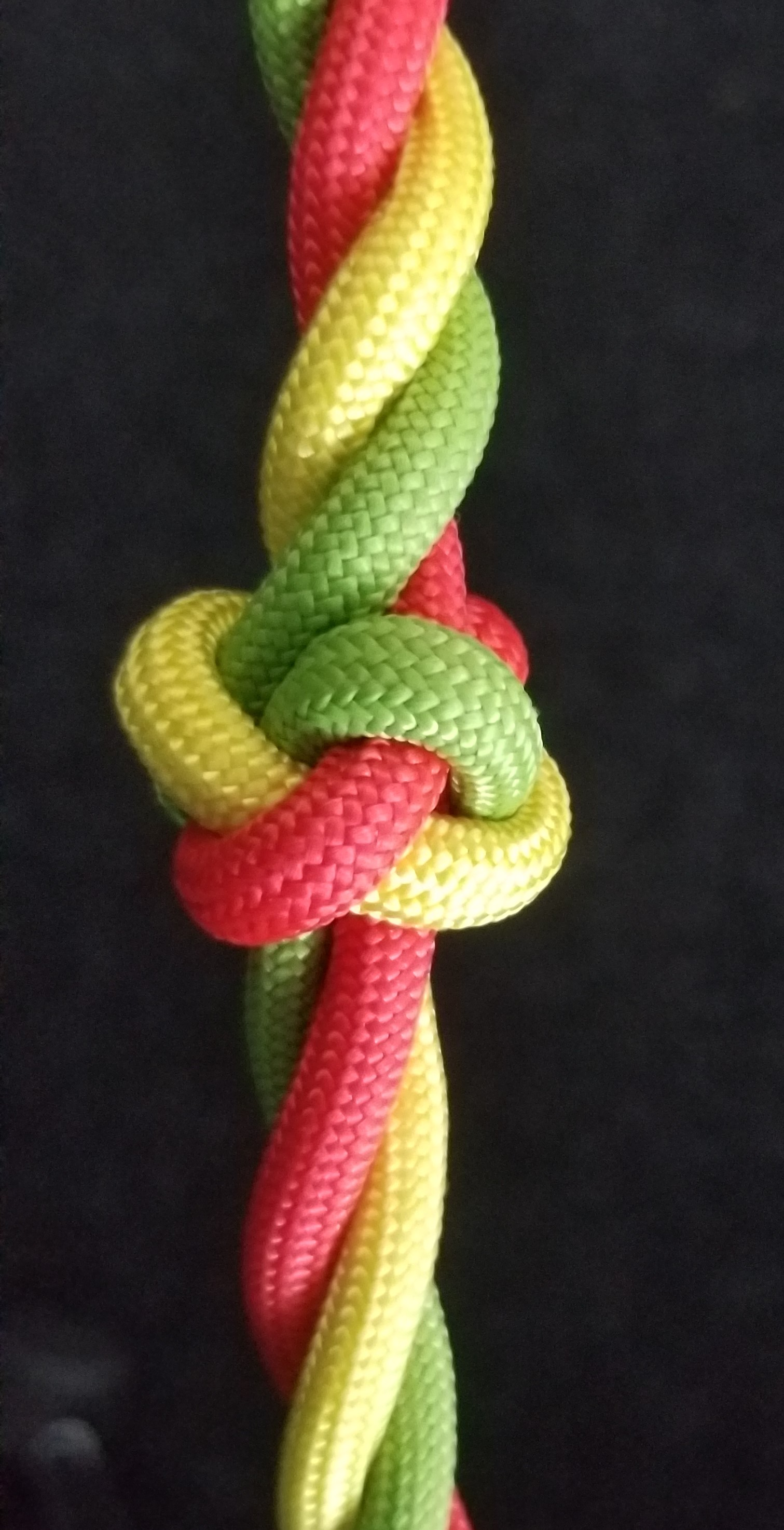
Diamantknoten 3-kardeelig. Als Zierknoten wird auch der Diamantknoten häufig an Lederbändern in Verbindung mit Schmuck verwendet
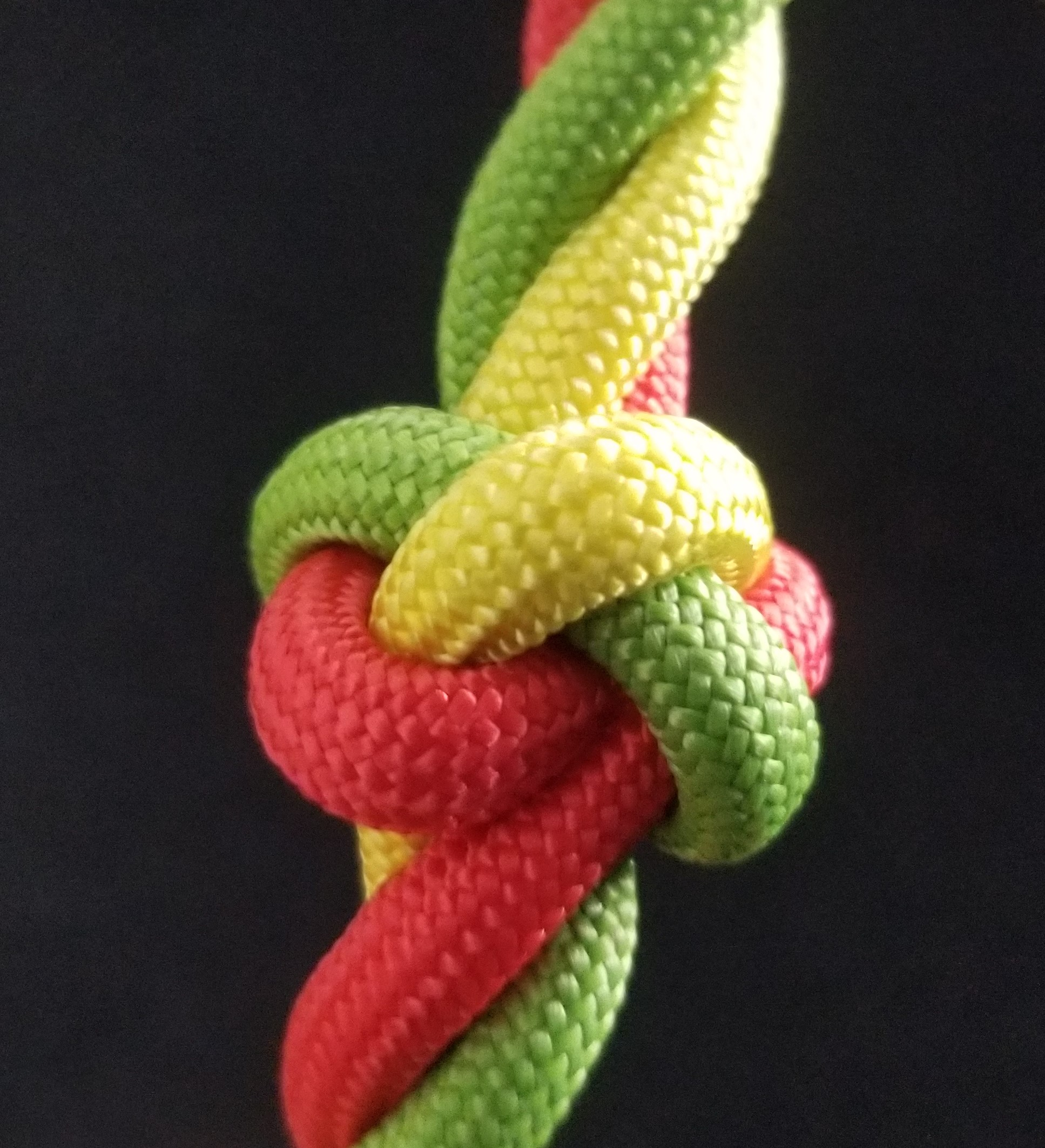
Ebenso der Einfache Fußpferdknoten